# Escàpula
|  | «Escàpula» redirigeix aquí. Vegeu-ne altres significats a «Escàpula (cognomen)». |

L'escàpula o l'omòplat és un os de l'espatlla, parell, pla i compacte, de forma triangular, amb dues cares, anterior i posterior; tres vores, superior, interna i externa, i tres angles, superior, anterior i inferior. El seu cos és pla i triangular i s'hi originen dues prominències òssies marcades: l'espina de l'escàpula a la cara posterior i l'apòfisi coracoide al seu marge superior.
Es troba a la part posterior i superior del tòrax; forma amb la clavícula l'esquelet de l'espatlla. S'articula amb la clavícula i amb l'húmer

## Imatges addicionals

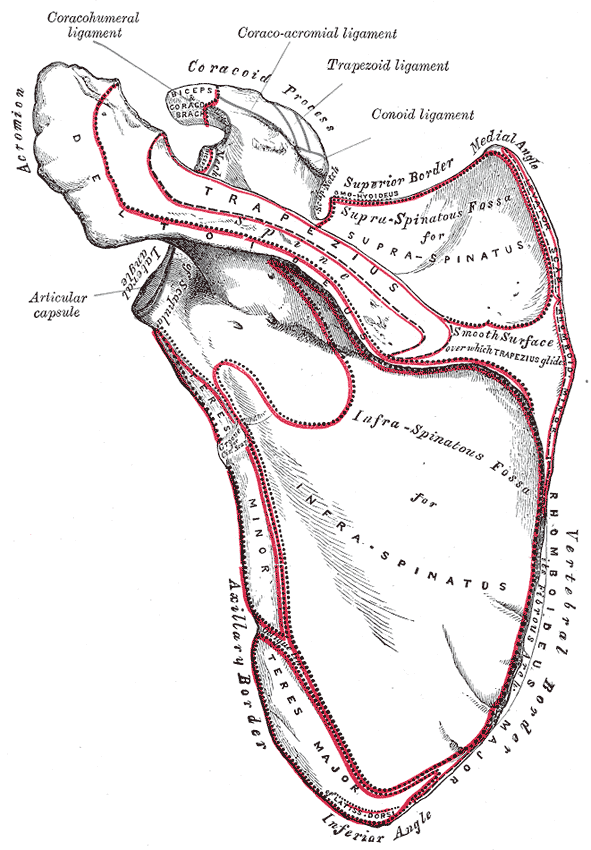
Escàpula esquerra, superfície dorsal
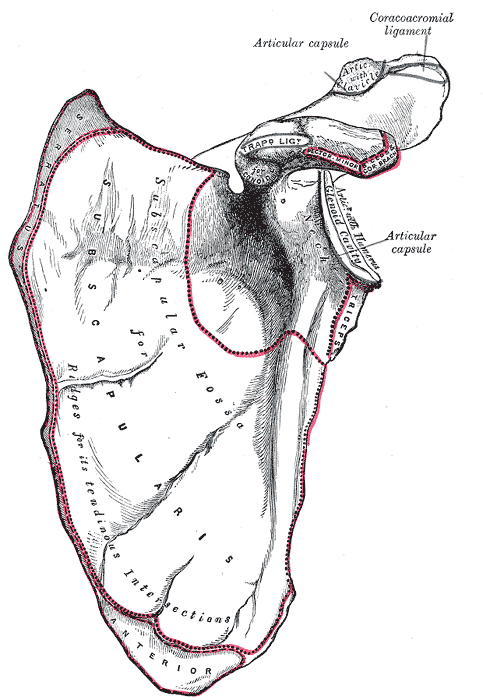
Escàpula esquerra, superfície ventral